# Robert M.T. Hunter
Robert Mercer Taliaferro Hunter, född 21 april 1809 i Essex County, Virginia, död där 18 juli 1887, var en amerikansk politiker. Han var talman i USA:s representanthus 1839-1841, ledamot av USA:s senat 1847-1861 och en av de ledande politikerna i Amerikas konfedererade stater.
Han var tidigt i sin karriär medlem av whigpartiet och senare demokrat. Han tackade 1853 nej till Millard Fillmores erbjudande att bli utnämnd till USA:s utrikesminister.
Hunters grav finns på familjens begravningsplats nära Loretto i Essex County.